# Presa El Cigarrón
La represa de El Cigarrón es una de las más importantes reservas de agua del Municipio Pedro Zaraza, sirviendo como reserva de agua potable, para irrigar los campos, y mantener la fertilidad de las tierras de la región, cercana a Zaraza.